# Scopula terminata
Scopula terminata là một loài bướm đêm trong họ Geometridae.